# Dendrochilum tenompokense
Dendrochilum tenompokense är en orkidéart som beskrevs av Cedric Errol Carr. Dendrochilum tenompokense ingår i släktet Dendrochilum och familjen orkidéer.

## Underarter
Arten delas in i följande underarter:
- D. t. papillilabium
- D. t. tenompokense